# Liste des Justes parmi les nations allemandes
La liste des Justes parmi les Nations de l'Allemagne comprend les Allemands qui ont été honorés comme Juste parmi les Nations par le mémorial israélien Yad Vashem pour avoir sauvé des Juifs pendant l'époque nazie.
Depuis 1953, les personnalités sont honorées comme Justes parmi les nations par l'État d'Israël, qui ont pris entre 1933 et 1945 de grands risques personnels pour protéger des Juifs. Au 1er janvier 2012, le nombre total des Justes s'élève à 24 355, et comprenait 525 Allemands.
Dans le tableau, sont présents le nom, les dates de naissance et de décès, les actions principales, une description des faits pour lesquels la personnalité a été honorée, ainsi que l'année de l'attribution de la reconnaissance.

## Liste
| Nom                                   | Date de naissance  | Date de décès     | Lieu de sauvetage           | Raisons | Année |
| ------------------------------------- | ------------------ | ----------------- | --------------------------- | --- | ----- |
| Elisabeth Abegg                       | 3 mars 1882        | 8 août 1974       | Berlin                      | A caché, nourrit, éduqué des enfants juifs | 1967  |
| Richard Abel                          | 30 mai 1916        | 21 mai 2011       | Tunisie                     | A aidé 5 juifs à fuir, avec de la nourriture, et en envoyant ses hommes[pas clair] les chercher dans la mauvaise direction | 1969  |
| Frieda Adam                           |                    |                   |                             | | 1992  |
| Willi Ahrem                           | 1902               | 20 juin 1967      | Nemyriv                     | En tant que commandant d'un camp de travail forcé, il a averti à plusieurs reprises de l'imminence d'actions SS, a caché des juifs dans sa maison, et a fait fuir clandestinement des familles juives | 1965  |
| Adolf Althoff                         | 25 juin 1913       | 14 octobre 1998   |                             | En tant que directeur de cirque, il a pris la petite amie d'un de ses employés ainsi que sa famille, et a ainsi sauvé cinq personnes de la déportation avec sa femme Maria Althoff | 1995  |
| Maria Althoff                         |                    |                   |                             | Épouse de Adolf Althoff. | 1995  |
| Ruth Andreas-Friedrich                | 23 septembre 1901  | 7 septembre 1977  | Berlin-Steglitz             | Fondatrice du groupe de résistance Onkel Emil(de), qui a caché, fourni de la nourriture et des faux papiers. | 2002  |
| Aurelius Arkenau                      | 7 janvier 1900     | 19 octobre 1991   | Leipzig                     | En tant que frère dominicain, il cacha plus de 100 personnes à l'étage supérieur du Monastère St Albert (Leipzig), ou les a caché dans des familles chrétiennes. | 1998  |
| Hugo Armann                           |                    |                   |                             | | 1985  |
| Hildegard Arnold                      |                    |                   |                             | | 2007  |
| Heinrich Aschoff                      | 9 août 1893        | 10 décembre 1958  | Herbern (de)                | L'agriculteur a caché dans la cour Marga Spiegel (en) et sa fille Karin (* 1938) | 1965  |
| Fritz Aub                             |                    |                   |                             | | 1987  |
| Hedwig Aub                            |                    |                   |                             | Épouse de Fritz Aub. | 1987  |
| Arno Bach                             |                    |                   |                             | | 1987  |
| Margarete Bach                        |                    |                   |                             | Épouse de Arno Bach. | 1987  |
| Leonard Bartlakowski                  |                    |                   |                             | | 1979  |
| Cläre Barwitzky                       | 19 juin 1913       | 10 mars 1989      | France                      | L'assistant pastoral a supervisé dans une maison à Chamonix environ 30 enfants juifs à partir de 1943, qui ont ainsi été sauvés de la déportation. | 1991  |
| Albert Battel                         | 21 janvier 1891    | 1952              | Przemyśl                    | Durant l'été 1942, avec Max Liedtke, il a sauvé du ghetto de Przemysl environ 250 juifs et fait fournir des laissez-passer pour 2500 juifs, les sauvant de l'exécution par les SS ou de la déportation. | 1981  |
| Gitta Bauer                           | 1919               | 1990              | Berlin                      | A caché son ami Baumgart pendant neuf mois dans son appartement à partir de juillet 1944. | 1985  |
| Katharina Bayerwaltes                 | 20 janvier 1914    | 11 juin 2011      | Bonn                        | A logé une famille, de mai 1943 à la libération. | 2006  |
| Julia Beck (germano-polonaise)        |                    |                   | Jovkva                      | A caché 18 juifs dans son sous-sol avec son mari Valentin. | 1983  |
| Valentin Beck (germano-polonais)      |                    |                   | Jovkva                      | mari de Julia Beck | 1983  |
| Emil Beer                             | 1883               | 1970              | Reichshof                   | A caché jusqu'à cinq membres d'une famille juive, a confirmé que l'ami de sa fille était un vrai chrétien auprès de la Gestapo. | 1998  |
| Else Beitz                            | 11 juin 1920       | 14 septembre 2014 | Boryslav                    | Avec son mari, est impliquée dans le sauvetage de centaines de travailleurs forcés juifs, comme essentiels dans l'industrie du pétrole et en a caché aussi dans sa propre maison. | 2006  |
| Berthold Beitz                        | 26 septembre 1913  | 30 juillet 2013   | Boryslav                    | avec sa femme Else Beitz. | 1973  |
| Otto Berger                           | 15 avril 1900      | 22 mai 1985       | Berlin                      | A caché, entre autres, son collègue Fedor Bruck à partir de juillet 1943 et a procuré des documents contrefaits. | 2009  |
| Ella Bernhardt                        |                    |                   |                             | | 1983  |
| Herbert Bernhardt                     |                    |                   |                             | Époux de Ella Bernhardt. | 1983  |
| Rudolf Bertram                        | 8 mai 1893         | 1975              | Gelsenkirchen               | A sauvé, avec 4 autres membres du personnel de l'hôpital, 17 travailleurs forcés juifs qui avaient été amenés à l'hôpital Gelsenkirchener après une attaque à la bombe | 1979  |
| Werner von Biel                       |                    |                   |                             | | 2003  |
| Ekkehard Bingel-Erlenmeyer            |                    |                   |                             | | 2011  |
| Willi Bleicher                        | 27 octobre 1907    | 23 juin 1981      | Buchenwald                  | . | 1965  |
| Else Blochwitz                        |                    |                   |                             | | 1965  |
| Irene Block                           |                    |                   |                             | | 1992  |
| Adolph Kurt Böhm                      | 27 juillet 1926    |                   | Paris                       | A falsifié avec sa mère Marie Boehm de cartes d'identité pour protéger les Juifs de la persécution. | 1994  |
| Marie Böhm                            | ?                  |                   | Paris                       | A falsifié avec son fils des cartes d'identités. A caché et averti les juifs de leur quartier de l'imminence des actions de la police | 1994  |
| Helena Bollen                         |                    |                   |                             | | 2012  |
| Gottfried Bongers                     |                    |                   |                             | | 2007  |
| Ludwig Bongers                        |                    |                   |                             | Fils de Gottfried Bongers. | 2007  |
| Käthe Bongers                         |                    |                   |                             | | 2007  |
| Paul Bongers                          |                    |                   |                             | Époux de Käthe Bongers. | 2007  |
| Elisabeth Bornstein                   |                    |                   |                             | | 1982  |
| Johannes Böttcher                     |                    |                   |                             | | 2004  |
| Käthe Böttcher                        |                    |                   |                             | Épouse de Johannes Böttcher. | 2004  |
| Günther Brandt                        |                    |                   |                             | | 1980  |
| Elisabeth Braun                       |                    |                   |                             | | 2012  |
| Elisabeth Bredig                      |                    |                   |                             | | 1982  |
| Fritz Briel                           |                    |                   |                             | | 2004  |
| Maria Briel                           |                    |                   |                             | Épouse de Fritz Briel. | 2004  |
| Heinrich Brockschmidt                 |                    |                   |                             | | 1975  |
| Herta Brockschmidt                    |                    |                   |                             | Épouse de Heinrich Brockschmidt. | 1975  |
| Ernst Bross                           |                    |                   |                             | | 2008  |
| Henny Brunken                         |                    |                   | Brême                       | | 1968  |
| Valeska Buchholz (Koening)            |                    |                   |                             | | 1984  |
| Erich Büngener                        |                    |                   |                             | | 1991  |
| Erika Büngener                        |                    |                   |                             | Épouse de Erich Büngener. | 1991  |
| Wilhelm Bürger                        |                    |                   |                             | | 1978  |
| Adolf Bunke                           |                    |                   |                             | | 2009  |
| Frieda Bunke                          |                    |                   |                             | Épouse de Adolf Bunke. | 2009  |
| Marie Burde                           |                    |                   |                             | | 2012  |
| Wilhelm Burger                        |                    |                   |                             | | 1978  |
| Emilie Busch                          |                    |                   |                             | | 2004  |
| Otto Busse                            |                    |                   |                             | | 1968  |
| Hans Georg Calmeyer                   | 23 juin 1903       | 3 septembre 1972  | La Haye                     | Il était à la tête de l’administration interne, des territoires occupés des Pays-Bas. Il a sciemment accepté des faux documents prouvant la catégorisation des personnes comme non « juifs pleins », il a réussi à sauver 3 700 juifs. | 1992  |
| Ursula Calogerás-Meissner             |                    |                   |                             | | 1994  |
| Joseph Sebastian Cammerer             |                    |                   |                             | | 1969  |
| Eva Cassierer                         |                    |                   |                             | fille de Hanna Sotschek. | 2011  |
| Herbert Coehn                         |                    |                   |                             | | 1992  |
| Sibylla Cronenberg                    |                    |                   |                             | | 2006  |
| Wilhelm Daene                         | 20 novembre 1899   |                   | Berlin                      | Il a caché trois femmes juives dans un appartement de deux pièces, avec de faux documents, et a averti de nombreux autres juifs de l'expulsion, qu'il a aidé à cacher. | 1978  |
| Margarete Daene                       |                    |                   | Berlin                      | Épouse de Wilhelm Daene. | 1978  |
| Konrad David                          |                    |                   |                             | | 1980  |
| Paul David                            |                    |                   |                             | | 1982  |
| Regina David                          |                    |                   |                             | | 1982  |
| Margit David                          |                    |                   |                             | | 1982  |
| Karl Deibel                           |                    |                   |                             | | 2014  |
| Johannes De Lattré                    |                    |                   |                             | | 1978  |
| Eva De Lattré                         |                    |                   |                             | Épouse de Johannes De Lattré. | 1978  |
| Hilde Dietrich                        |                    |                   |                             | | 2001  |
| Paul Dietrich                         |                    |                   |                             | | 2001  |
| Alfred Dilger                         | 20 octobre 1897    | 1975              | Bad Cannstatt               | A caché, avec sa femme, un couple de juifs dans sa maison. | 1991  |
| Luise Dilger                          | ?                  |                   | Bad Cannstatt               | . | 1991  |
| Josef Dinzinger                       |                    |                   |                             | | 1966  |
| Maria Dinzinger                       |                    |                   |                             | femme de Josef Dinzinger. | 1966  |
| Hildegard Dipper                      |                    |                   |                             | | 2008  |
| Theodor Dipper                        | 1903               | 1969              | Wurtemberg                  | Coordinateur de l'organisation secrète Württembergische Pfarrhauskette (de) qui cachait des juifs dans des églises, des maisons privées de pasteurs. | 2008  |
| Anna Disselnkötter                    |                    |                   |                             | | 1996  |
| Walther Disselnkötter                 |                    |                   |                             | Époux d'Anna Disselnkötter. | 1996  |
| Margarethe Dobbeck                    |                    |                   |                             | | 2013  |
| Hans von Dohnanyi                     | 1er janvier 1902   | 9 avril 1945      |                             | A fait s'échapper en suite les avocats juifs de Berlin, Fritz Arnold et Julius Fliess, avec leurs familles. | 2003  |
| Wanda Dombrowski                      |                    |                   |                             | | 2001  |
| Martha-Maria Driessen                 |                    |                   |                             | | 1979  |
| Elfriede Drossel                      | 20 avril 1892      |                   | Berlin                      | Épouse de Paul Drossel, elle, son mari et son fils ont caché 4 juifs. | 1999  |
| Heinz Drossel                         | 21 septembre 1916  | 28 avril 2008     | Berlin, Senzig              | Soldat de la Wehrmacht, a contribué à cacher une femme juif dans la maison de ses parents absents. Puis, une fois découvert par les voisins, a donné la clé de son appartement, un pistolet et des documents. | 1999  |
| Paul Drossel                          | 15 décembre 1880   |                   |                             | époux de Elfriede Drossel | 1999  |
| Georg Ferdinand Duckwitz              | 29 septembre 1904  | 16 février 1973   | Copenhague                  | Comme employé aux affaires étrangères, a prévenu de la déportation des juifs du Danemark, et a aidé à fuir vers la Suède. A contribué à sauver 7 000 juifs de la déportation. | 1971  |
| Anne Dudacy                           | 30 août 1904       | 7 mars 1970       |                             | A caché une famille juive à la fin de la guerre. | 2001  |
| Sylvia Ebel                           | 31 décembre 1926   | 6 avril 2008      |                             | Fille de Anne Dudacy | 1996  |
| Gunther-Georg Ebert                   |                    |                   |                             | | 2009  |
| Therese Ebert                         |                    |                   |                             | Épouse de Gunther-Georg Ebert. | 2009  |
| Johanna Eck                           | 14 janvier 1888    | 27 septembre 1979 | Berlin                      | a caché deux juifs et deux opposants politiques. | 1973  |
| Frida Eckert                          |                    |                   |                             | | 1980  |
| Gotthilf Eckert                       |                    |                   |                             | époux de Frida Eckert. | 1980  |
| Hans Eiden                            |                    |                   |                             | | 2014  |
| Frida von Einem                       |                    |                   |                             | | 2002  |
| Else Elsner                           |                    |                   |                             | | 2006  |
| Henri Elsner                          |                    |                   |                             | époux de Else Elsner. | 2006  |
| Joseph Emonds                         | 15 novembre 1898   | 7 février 1975    | Kirchheim                   | Le prêtre catholique a caché dans son presbytère le peintre Matthias Barz et son épouse juive Hilde Pierre. | 2013  |
| Charlotte Erxleben                    |                    |                   |                             | | 2014  |
| Bernhard Falkenberg                   |                    |                   |                             | | 2002  |
| Johan Baptist Feilen                  |                    |                   |                             | | 2005  |
| Wanda Feuerherm                       |                    |                   |                             | | 1987  |
| Hans Feyerabend                       |                    |                   |                             | | 2013  |
| Fritz Fiedler                         | ?                  |                   | Horodenka                   | Comme un commandant local, il a mis en garde les résidents juifs de l'imminence d'arrestations SS. Il a caché une cinquantaine de juifs à la commandature prétextant qu'ils travaillaient pour la Wehrmacht et a ordonné de défendre l'accès aux SS par les armes si nécessaire. | 1965  |
| Hans Fittko                           | 16 mai 1903        |                   | Banyuls-sur-Mer             | Avec son épouse Lisa Fittko il a guidé de septembre 1940 à avril 1941 de nombreux persécutés sur une piste dans les Pyrénées entre la France et l'Espagne. | 2000  |
| Emil Fleischer                        |                    |                   |                             | | 2001  |
| Gabriele Fleischer                    |                    |                   |                             | fille de Emil Fleischer. | 2001  |
| Lieselotte Flemming                   |                    |                   |                             | | 1984  |
| Elisabeth Flügge                      | 4 février 1895     | 2 février 1983    | Hambourg                    | . | 1976  |
| Lydia Forsström                       |                    |                   |                             | | 1980  |
| Ella Friedlieb                        |                    |                   |                             | | 1994  |
| Karin Friedrich                       | 18 février 1925    |                   | Marbourg                    | avec sa mère Ruth Andreas-Friedrich et un autre membre du groupe de la résistance onkle Emil. Ils se sont cachés persécutés, leur ont fourni des documents de la nourriture et de faux papiers. | 2004  |
| Peter Friedrich                       |                    |                   |                             | | 1985  |
| Otto Ernst Fritsch                    |                    |                   |                             | | 1975  |
| Gertrud Fröhlich                      |                    |                   |                             | | 1999  |
| Wolfgang Frommel (germano-hollandais) | 8 juillet 1902     | 13 décembre 1986  | Amsterdam                   | A caché en 1942 un groupe de jeunes juifs pour la plupart en provenance d'Allemagne et des Pays-Bas. | 1973  |
| Auguste Fuchs                         |                    |                   |                             | | 2009  |
| Fritz Fuchs                           |                    |                   |                             | Époux de Auguste Fuchs. | 2009  |
| Herta Fuchs                           |                    |                   |                             | | 1995  |
| Kurt Fuchs                            | 22 novembre 1908   | 12 mai 1945       | Oberpoyritz (de)            | Époux de Herta Fuchs. | 1995  |
| Elli Fullmann                         |                    |                   |                             | | 1981  |
| Gaby Gaebler                          |                    |                   |                             | | 1980  |
| Wolfgang Gaebler                      |                    |                   |                             | Sohn von Gaby Gaebler. | 1995  |
| Liesel Gansz                          |                    |                   |                             | | 2009  |
| Luise Gansz                           |                    |                   |                             | Mère de Luise Gansz. | 2009  |
| Hanni Ganzer                          |                    |                   |                             | | 2004  |
| Willi Garbrecht                       |                    |                   |                             | | 2011  |
| Elise Garzke-Israelowicz              |                    |                   |                             | | 2004  |
| Auguste Gehre                         | 2 octobre 1898     | Janvier 1972      | Berlin                      | cachèrent le médecin de famille juif depuis 1943 dans sa maison, ont trouvé un refuge à sa famille, et ont également fourni de la nourriture. | 1988  |
| Karl Max Gehre                        | 23 août 1897       | 1968              | Berlin                      | époux. | 1988  |
| Hedwig Gehke                          |                    |                   |                             | | 2004  |
| Christl Gerbrandt                     |                    |                   |                             | Fille de Klara und Gustav Gerbrandt. | 1990  |
| Gustav Gerbrandt                      |                    |                   |                             | Époux de Klara Gerbrandt, père de Christl Gerbrandt. | 1990  |
| Klara Gerbrandt                       |                    |                   |                             | | 1990  |
| Anastasia Gerschütz                   |                    |                   |                             | | 1985  |
| Severin Gerschütz                     |                    |                   |                             | Époux de Anastasia Gerschütz. | 1985  |
| Elisabeth Gessler                     |                    |                   |                             | | 2007  |
| Albert Gilles                         |                    |                   |                             | | 2005  |
| Marga Gilles                          |                    |                   |                             | Épouse de Albert Gilles. | 2005  |
| Hilde Gölz                            | 10 décembre 1884   | 7 août 1971       | Kusterdingen                | . | 1992  |
| Richard Gölz                          | 5 février 1887     | 3 mai 1975        | Wankheim                    | Époux de Hilde Gölz. | 1992  |
| Theodor Görner                        | 10 décembre 1884   | 7 août 1971       | Berlin                      | Imprimeur, propriétaire de la boutique, aidé de sa fille a caché plus d'une centaine de juifs dont 22 ont survécu. | 1967  |
| Elisabeth Goes                        | 16 novembre 1911   | 23 août 2007      | Gebersheim (de)             | . | 1991  |
| Hermann Friedrich Gräbe               | 19 juin 1900       | 17 avril 1986     | Ukraine                     | Ingénieur travaillant à partir de 1941 pour une société de construction dans l'Ukraine occupée par les allemands. Il a été témoin de massacres de la population juive. Il a réussi à fournir des faux papiers à des milliers de juifs | 1965  |
| Martha Grassmann                      |                    |                   |                             | | 2012  |
| Alfred Griesmann                      |                    |                   |                             | | 1987  |
| Liesel Griesmann                      |                    |                   |                             | Épouse de Alfred Griesmann. | 1987  |
| Walter Groos                          |                    |                   |                             | | 1994  |
| Anneliese Groscurth                   | 1910               | 1996              |                             | | 1987  |
| Georg Groscurth                       | 27 décembre 1904   | 8 mai 1944        |                             | Époux de Anneliese Groscurth. | 1987  |
| Tony Grossmann                        |                    |                   |                             | Tony Grossmann cacha le médecin Ilse Kassel et sa fille Edith dans une ferme près de Landsberg, sur la rivière Warta. Probablement dénoncé, il les a fait sortir de leur cachette de peur de l'arrestation. Tony Grossman a été condamné à deux ans et demi de camp. | 1981  |
| Wilma Groyen                          |                    |                   |                             | | 2008  |
| Heinrich Grüber                       | 24 juin 1891       | 29 novembre 1975  |                             | | 1964  |
| Klara Grüger (Muenzer)                | 16 juillet 1912    | 8 mai 1999        | Berlin                      | Klara Grüger (Muenzer), a caché pendant deux ans et demi un avocat juif dans sa maison et a aidé d'autres juifs et prisonniers de guerre russes. | 1986  |
| Marie Grünberg                        |                    |                   |                             | | 1984  |
| Emma Gumz                             | 1er décembre 1899  | 5 janvier 1981    | Berlin                      | Emma Gumz a caché Ella et Inge dans la buanderie, et elle a fourni de la nourriture à d'autres juifs. | 1971  |
| Anna Gutsmann                         |                    |                   |                             | | 2010  |
| Maria Haardt                          |                    |                   |                             | | 1981  |
| Herbert Haardt                        |                    |                   |                             | Époux de Maria Haardt. | 1981  |
| Erna Härtel                           |                    |                   |                             | | 1966  |
| Hedwig Haffner                        |                    |                   |                             | | 1979  |
| Otto Haffner                          |                    |                   |                             | Époux de Hedwig Haffner. | 1979  |
| Anna Hafner                           |                    |                   |                             | Mère de Anna Kaferle-Hafner, s. u. | 1997  |
| Gertraud Hagemann                     |                    |                   |                             | | 1994  |
| Gerhard Hagemann                      |                    |                   |                             | Époux de Wally Hagemann, fille Gertraud, Maria et Monika. | 1994  |
| Maria Hagemann                        |                    |                   |                             | | 1994  |
| Monika Hagemann                       |                    |                   |                             | | 1994  |
| Wally Hagemann                        |                    |                   |                             | | 1994  |
| Wilhelm Hammann                       | 25 février 1897    | 26 juillet 1955   | Buchenwald                  | A été un prisonnier communiste en camp de concentration de Buchenwald, où il était "chef de quartier" du "bloc enfants 8". Quand les nouvelles de la déportation imminente des enfants juifs est apparu, il a sauvé 159 enfants en leur otant l'étoile de l'uniforme de la prison, qui les identifiait comme des enfants juifs. | 1984  |
| Georg Hammer                          |                    |                   |                             | | 1978  |
| Gertrud Hammer                        |                    |                   |                             | fille de Georg Hammer. | 1978  |
| Carola Hammer-Mueller                 |                    |                   |                             | | 1979  |
| Albert Harder                         | ?                  |                   | Palmnicken                  | a caché dans sa maison avec sa femme Loni à partir de janvier 1945 trois femmes juives et leur a fourni de la nourriture et de l'aide médicale. | 1966  |
| Loni Harder                           | ?                  |                   | Palmnicken                  | Épouse de Albert Harder. a caché dans sa maison à partir de janvier 1945 trois femmes juives et leur a fourni de la nourriture et de l'aide médicale. | 1966  |
| Anne-Liese Harich                     | 21 novembre 1898   | 1975              | Berlin                      | A caché depuis le printemps 1943 dans sa maison et lui a fourni de la nourriture et des médicaments. | 2002  |
| Hans Hartmann                         | 1896               |                   | Lemberg, Janowska           | Hartmann se souciait de la libération d'un mari et d'un fils d'une femme. Après plusieurs tentatives pour persuader le commandant du camp de les libérer, il est allé personnellement au camp et a fait libérer les deux prisonniers et leurs familles en fournissant des documents qui assuraient leur suivie. Il fut sanctionné en étant envoyé en Afrique. | 1963  |
| Liselotte Hassenstein                 |                    |                   |                             | | 2006  |
| Käthe Hauschild                       | 19 avril 1915      |                   | Meiningen (Thüringen)       | A pris en charge une famille juive de trois membres de 1938 à 1943 avec des colis de nourriture. A caché le père de famille à plusieurs reprises aux yeux de la gestapo. Le père et le fils furent déportés et assassinés à Auschwitz, la fille a survécu à la guerre. | 1983  |
| Robert Havemann                       | 11 mars 1910       | 9 avril 1982      |                             | | 2005  |
| Fritz Heine                           | 6 décembre 1904    | 5 mai 2002        |                             | | 1986  |
| Heinrich Heinen                       |                    |                   |                             | | 2013  |
| Josef Heinen                          | 19 nov. 1898       | 23 déc. 1989      | Ahrweiler, Liers            | A caché une famille juive dans une résidence secondaire de 1942 à 1945. | 1969  |
| Emil Heinzmann                        | ?                  |                   | Lorsbach                    | A caché avec sa femme en avril 1944 pendant une année une jeune fille de douze ans. | 2002  |
| Paula Heinzmann                       | ?                  |                   | Lorsbach                    | A caché avec son mari en avril 1944 pendant une année une jeune fille de douze ans. | 2002  |
| Heinrich Held                         | 25 septembre 1897  | 19 septembre 1957 |                             | | 2003  |
| Lieselotte Hellenbrandt               |                    |                   |                             | | 1979  |
| Werner Hellenbrandt                   | ?                  |                   | Ghetto Piotrków Trybunalski | Il avertit un couple juif des menaces d'expulsions. Il a obtenu la libération des deux medecins. Afin de les protéger contre les expulsions à venir, il a leur a organisé du travail dans une usine de verre. | 1979  |
| Donata Helmrich                       |                    |                   |                             | | 1986  |
| Eberhard Helmrich                     |                    |                   |                             | | 1965  |
| Marie Luise Hensel                    |                    |                   |                             | | 1972  |
| Herbert Herden                        | 8 janvier 1915     | 11 février 2009   |                             | | 2004  |
| Franz Herda                           |                    |                   |                             | Père de Vera Manthey | 2014  |
| Eva Hermann                           | 24 mai 1900        | 1997              | Mannheim                    | Eva Hermann et son mari cachèrent le couple Hilde et Fritz Rosenthal de Berlin et soutenus financièrement dans le Sud de la France les déportés juifs de Mannheim. | 1976  |
| Carl Hermann                          | 17 juin 1898       | 12 septembre 1961 | Mannheim                    | Carl Hermann et sa femme cachèrent le couple Hilde et Fritz Rosenthal de Berlin et soutenus financièrement dans le Sud de la France les déportés juifs de Mannheim. | 1976  |
| Otto Herrmann                         | 29 mai 1903        | 1969              | Niederorschel, Buchenwald   | En tant que Kapo du camp satellite Niederorschel, il a amélioré les conditions de détention des détenus. Il a obtenu la survie de 97 % des détenus, dont la plupart étaient juifs | 2004  |
| Marta Heuer (palme)                   |                    |                   |                             | | 1975  |
| Albert Heuer                          |                    |                   |                             | Dorle et Albert Heuer, et Gertrud Kochanowski avaient logé en cachette pendant la période 1942-1945 Margot Bloch juive. | 1976  |
| Dorle Heuer                           |                    |                   |                             | Épouse de Albert Heuer. | 1976  |
| Helene Hesseler-Höffner               |                    |                   | Horhausen/Westerwald        | Helene Hesseler né Hoffner, la sœur de Joseph Cardinal Hoffner, a amené dans la maison de ses parents dans Horhausen / Westerwald, à la demande de son frère en 1943, pour six mois, la Juive, le Dr Edith Nowak et son mari. | 2003  |
| Clara Hinz                            |                    |                   |                             | | 2013  |
| Hermann Hinz                          |                    |                   |                             | | 2013  |
| Edith Hirschfeldt-Berlow              |                    |                   |                             | | 1992  |
| Elise Höfler                          | 1912               | 1991              | Gottmadingen                | Elise Hofler aidé avec son mari Joseph et Luise Meier ont aidé environ 28 Juifs à s'échapper à la Suisse. | 2001  |
| Josef Höfler                          | 25 septembre 1911  | 1er janvier 1991  | Gottmadingen                | Josef Hofler aidé avec son épouse Elise et Luise Meier ont aidé environ 28 Juifs à s'échapper à la Suisse. | 2001  |
| Otto Hörner                           |                    |                   |                             | | 2002  |
| Margarete Hoffer                      |                    |                   |                             | | 2012  |
| Elly Hoffmann-Gerstenberger           | ?                  |                   | Weimar                      | A caché pendant un an et demi deux enfants dans sa maison de jardin jusqu'à la découverte de la Gestapo à l'automne 1944 sur dénonciation. | 1984  |
| Joseph Höffner                        | 24 décembre 1906   | 16 octobre 1987   | Cologne                     | Joseph Hoffner, prêtre catholique (archevêque de Cologne et cardinal de 1969 à 1987) a caché en 1943 Sara Meyerowitz et sa fille Esther sous le nom de « Christa Koch » dans son presbytère. | 2003  |
| Fritz Hohmann                         |                    |                   |                             | | 2000  |
| Rosa Hohmann                          |                    |                   |                             | Épouse de Fritz Hohmann. | 2000  |
| Lisa Holländer                        | 24 décembre 1890   | 22 avril 1986     | Berlin                      | Lisa Holländer a caché pendant plusieurs mois Ella Deutschkron et sa fille Inge dans son appartement. Après la destruction de leur maison par des raids aériens alliés, elle a pris soin des deux femmes dans d'autres cachettes et a continué à leur fournir de la nourriture. | 1971  |
| Alfred Holschke                       |                    |                   |                             | | 1998  |
| Ursula Holschke                       |                    |                   |                             | fille d'Alfred Holschke. | 1998  |
| Walter Holschke                       |                    |                   |                             | fils d'Alfred Holschke. | 1998  |
| Helene Holzman                        | 30 août 1891       | 25 août 1968      |                             | | 2005  |
| Wilm Hosenfeld                        | 2 mai 1895         | 13 août 1952      |                             | | 2008  |
| Paula Hülle                           | ?                  |                   | Berlin-Friedrichshain       | Hülle fournit de la nourriture et de l'argent à plusieurs familles, ont soudoyé un nazi pour qu'il les prévienne des rafles. Fin 1943 a caché une des familles plusieurs mois dans une ferme en dehors de Berlin. | 1971  |
| Stephanie Hüllenhagen                 | 17 décembre 1893   | 15 janvier 1967   | Berlin                      | A caché en janvier 1943 Hélène Leroi dans son studio jusqu'en mai 1945 | 2001  |
| Josephine Hünerfeld                   |                    |                   |                             | fille de Georg Jünemann, s.u. | 2005  |
| Erika Hutsch                          |                    |                   |                             | | 2012  |
| Frieda Impekoven                      | 1880               |                   |                             | | 1966  |
| Helene Jacobs                         | 25 février 1906    | 23 août 1993      |                             | | 1983  |
| Ida Jauch                             | 1886               | 1944              | Berlin                      | Ida Jauch a caché des juifs de 1943 jusqu'à la fin de la guerre avec Emma Harndt et Maria Schönebeck | 2011  |
| Otto Jogmin                           |                    |                   |                             | | 2011  |
| Michael Jovy                          | 9 mars 1920        | 19 janvier 1984   |                             | | 1982  |
| Jean Jülich                           | 18 avril 1929      | 19 octobre 2011   |                             | | 1982  |
| Georg Jünemann                        |                    |                   |                             | Vater von Josephine Hünerfeld. | 2005  |
| Anna Käferle-Hafner                   |                    |                   |                             | fille de Anna Hafner, s. o. | 1997  |
| Meta Kamp-Steinmann                   |                    |                   |                             | | 2004  |
| Fritz Kahl                            | 7 décembre 1895    | 1974              |                             | | 2006  |
| Margarete Kahl                        | 15 novembre 1896   | 1958              |                             | Épouse de Fritz Kahl. | 2006  |
| Maria Karnop                          |                    |                   |                             | | 1997  |
| Helmut Karnop                         |                    |                   |                             | Sohn von Maria Karnop. | 1997  |
| Klara Kaus                            |                    |                   |                             | | 1974  |
| Helena Kerner                         |                    |                   |                             | épouse de Paul Kerner, mère du Dr Paul Kerner | 1984  |
| Paul Kerner                           | 1885               |                   |                             | | 1984  |
| Dr. Paul Kerner                       |                    |                   |                             | | 1984  |
| Arthur Ketzer                         |                    |                   |                             | | 2007  |
| Lina Kiefert                          |                    |                   |                             | | 2003  |
| Rudolf Kiefert                        |                    |                   |                             | Époux de Lina Kiefert. | 2003  |
| Klara Kochan Stein                    |                    |                   |                             | | 2013  |
| Gertrud Kochanowski                   |                    |                   |                             | | 1976  |
| Vater von Gertrud Kochanowski         |                    |                   |                             | | 1976  |
| Clara Köhler                          | ?                  |                   | Berlin                      | Soutenu son mari Max Köhler dans la fourniture de caches pour les juifs dans son usine. | 1988  |
| Max Köhler                            | ?                  |                   | Berlin                      | . | 1988  |
| Adele Köhn                            |                    |                   |                             | | 1985  |
| Max Kohl                              |                    |                   |                             | | 1996  |
| Viktoria Kolzer                       |                    |                   |                             | | 1978  |
| Walter Krämer                         | 21 juin 1892       | 6 novembre 1941   |                             | | 1999  |
| Theodor Kranz                         |                    |                   |                             | | 2013  |
| Willi Kranz                           |                    |                   |                             | | 2002  |
| Paul Ludwig Krebs                     |                    |                   |                             | | 2013  |
| Anny Kreddig                          |                    |                   |                             | | 1984  |
| Walter Kreddig                        |                    |                   |                             | Époux de Anny Kreddig. | 1984  |
| Hedwig Kretchmar                      |                    |                   |                             | | 1979  |
| Günter Krüll                          |                    |                   |                             | | 1999  |
| Werner Krumme                         | 12 mai 1909        | 1972              |                             | | 1964  |
| Maria Kulka                           |                    |                   |                             | | 1982  |
| Willi Kulka                           |                    |                   |                             | | 1982  |
| Frieda Kunze                          |                    |                   |                             | | 2009  |
| Gerhard Kurzbach                      |                    |                   |                             | | 2011  |
| Karl Laabs                            |                    |                   |                             | | 1980  |
| Vera Lagrange                         |                    |                   |                             | | 1987  |
| Elisabeth Landmann                    | ?                  |                   | Berlin-Friedenau/Angleterre | A trouvé des familles d'accueil en Angleterre pour plus de 50 enfants juifs. | 1967  |
| Otto Landmann                         |                    |                   |                             | | 2001  |
| Evert Baron Freytag von Loringhoven   |                    |                   |                             | | 1967  |
| Ellen Latte                           |                    |                   |                             | | 1978  |
| Erich Lauche                          |                    |                   |                             | | 2005  |
| Ilse Lauche                           |                    |                   |                             | Épouse de Erich Lauche. | 2005  |
| Elsa Ledetsch                         |                    |                   |                             | | 1987  |
| Alfred Leikam                         | 1er septembre 1915 | 8 février 1992    |                             | | 2002  |
| Auguste Leißner                       |                    |                   |                             | | 2002  |
| Maria Letnar                          |                    |                   |                             | | 1968  |
| Bernhard Lichtenberg                  | 3 décembre 1875    | 5 novembre 1943   |                             | | 2004  |
| Max Liedtke                           |                    |                   |                             | | 1993  |
| Frieda Lissack                        |                    |                   |                             | | 1987  |
| Heinrich List                         | 5 février 1882     | 5 octobre 1942    |                             | | 1992  |
| Maria List                            |                    |                   |                             | Épouse de Heinrich List. | 1992  |
| Erich Löbe                            |                    |                   |                             | | 2010  |
| Gertrud Luckner                       | 26 septembre 1900  | 31 août 1995      |                             | | 1966  |
| Hans Luma                             |                    |                   |                             | | 1982  |
| Elfriede Lusebrink                    |                    |                   |                             | | 2009  |
| Ernst Lusebrink                       |                    |                   |                             | Époux de Elfriede Lusebrink. | 2009  |
| Hermann Maas                          | 5 août 1877        | 27 septembre 1970 |                             | | 1964  |
| Jozef Maciejok                        |                    |                   |                             | | 1994  |
| Frieda Mager                          |                    |                   |                             | | 2009  |
| Maria von Maltzan                     |                    |                   |                             | | 1987  |
| Vera Manthey                          |                    |                   |                             | Fille de Franz Herda | 2014  |
| Gerhard Marquardt                     |                    |                   | Essen                       | Gerhard Marquardt a caché deux f"emmes pendant quatre semaines jusqu'à l'arrivée des Américains le 11 avril 1945. | 1985  |
| Johann Maschotta                      |                    |                   |                             | | 2005  |
| Klara Maschotta                       |                    |                   |                             | Épouse de Johann Maschotta. | 2005  |
| Max Maurer                            | 23 mars 1891       | 1972              |                             | | 1995  |
| Paul Mayer                            | 2 août 1896        | 15 avril 1976     |                             | A caché pendant trois ans un medecin juif dans son appartement au-dessus des bureaux de son poste de gendarmerie. A aidé des travailleurs forcés italiens à s'échapper. A caché environ 20 prisonniers de guerre canadiens dans son chalet. | 1968  |
| Rosa Mayer                            |                    |                   |                             | épouse de Paul Mayer. | 1968  |
| Albert Meier                          |                    |                   |                             | Époux de Maria Meier, fille de Katharina Meier. | 1990  |
| Katharina Meier                       |                    |                   |                             | | 1990  |
| Maria Meier                           |                    |                   |                             | | 1990  |
| Luise Meier                           |                    |                   |                             | | 2001  |
| Wilhelm Mensching                     |                    |                   |                             | | 2001  |
| Marga Meusel                          | 26 mai 1897        | 16 mai 1953       |                             | | 2006  |
| Hanne Meyer                           |                    |                   |                             | | 1965  |
| Josef Meyer                           |                    |                   |                             | | 1965  |
| Elfriede Meyer                        |                    |                   |                             | Mère de Josef Meyer. | 1965  |
| Gerda Mez                             |                    |                   |                             | | 2012  |
| Alfred Michels                        |                    |                   |                             | | 2014  |
| Margaretha Michels                    |                    |                   |                             | | 2014  |
| Heinrich Middendorf                   | 31 août 1898       | 10 août 1972      | Stegen                      | A caché des Juifs sur les terres du Monastère. | 1994  |
| Maimi von Mirbach                     |                    |                   |                             | | 1981  |
| Johann Mitschke                       |                    |                   |                             | | 2013  |
| Hella Moebes                          |                    |                   |                             | | 2014  |
| Georg Möhring                         |                    |                   |                             | Époux de Dorothea Zimmermann. | 2011  |
| Annemarie Moller                      |                    |                   |                             | | 2009  |
| Elisabeth Möller                      |                    |                   |                             | | 2011  |
| Richard Möller                        |                    |                   |                             | Époux de Elisabeth Möller | 2011  |
| Karin Morgenstern                     |                    |                   |                             | | 2004  |
| Gertrud Mörike                        |                    |                   |                             | Soutenu son mari Otto Mörike dans le sauvetage des Juifs persécutés. | 1970  |
| Otto Mörike                           |                    |                   |                             | A caché des Juifs persécutés et organisé leur cache dans d'autres endroits. | 1970  |
| Richard Ernst Moser                   | 13 mai 1885        | 5 avril 1967      | Hambourg, Kogel             | | 2001  |
| Elfriede Most                         |                    |                   |                             | | 1978  |
| Grete Most                            |                    |                   |                             | Sœur de Elfriede Most. | 1978  |
| Ernst-Bruno Motzko                    |                    |                   |                             | | 1969  |
| Fritz Mühlhoff                        |                    |                   |                             | | 1978  |
| Fritz Müller                          |                    |                   | Polen                       | a Caché Ignatz Buchholz après son évasion du ghetto | 1984  |
| Gerhard Müller                        |                    |                   |                             | | 1985  |
| Maria Müller                          |                    |                   |                             | Épouse de Gerhard Müller. | 1985  |
| Frieda Müller                         |                    |                   |                             | | 1978  |
| Mathias Müller                        |                    |                   |                             | Époux de Frieda Müller. | 1978  |
| Herta Müller                          |                    |                   |                             | | 1971  |
| Kurt Müller                           |                    |                   |                             | | 2012  |
| Karl Muttje                           |                    |                   |                             | | 1975  |
| Max Naujocks                          |                    |                   |                             | | 2011  |
| Ella Neubauer                         |                    |                   |                             | | 2010  |
| Kurt Neubauer                         |                    |                   |                             | Époux de Ella Neubauer | 2010  |
| Hilde Neyses                          |                    |                   |                             | | 1981  |
| Joseph Neyses                         | 10 novembre 1893   | 23 mai 1988       |                             | | 1981  |
| Maria Nickel                          |                    |                   |                             | | 1968  |
| Otto Nickel                           |                    |                   |                             | | 1969  |
| Fritz Niermann                        |                    |                   | Essen                       | Fritz Niermann a caché quatre femmes pendant quatre semaines jusqu'à l'arrivée des Américains le 11 avril 1945 à son domicile. | 1985  |
| Edith Noerenberg                      |                    |                   |                             | Fille de Gertrud und Otto Noerenberg. | 1978  |
| Gertrud Noerenberg                    |                    |                   |                             | | 1978  |
| Otto Noerenberg                       |                    |                   |                             | | 1978  |
| Johan Carl Nurnberger                 |                    |                   |                             | | 2013  |
| Norberta Obloeser                     |                    |                   |                             | | 2013  |
| Heinz Odenthal                        |                    |                   |                             | | 2006  |
| Josephine Odenthal                    |                    |                   |                             | Épouse de Heinz Odenthal. | 2006  |
| Charlotte Oewerdieck                  |                    |                   |                             | | 1978  |
| Erhard Oewerdieck                     |                    |                   |                             | Époux de Charlotte Oewerdick. | 1978  |
| Friedrich Carl von Oppenheim          |                    |                   |                             | | 1996  |
| Adolf Otto                            |                    |                   |                             | | 2011  |
| Aenne Otto                            |                    |                   |                             | | 1982  |
| Willi Otto                            |                    |                   |                             | Époux de Aenne Otto. | 1982  |
| Käthe Overath (Meier)                 |                    |                   |                             | | 1992  |
| Melida Palme                          |                    |                   |                             | | 1975  |
| Otto Pankok                           | 6 juin 1893        | 20 octobre 1966   | Pesch bei Münstereifel      | | 2013  |
| Hulda Pankok                          | 20 février 1895    | 8 septembre 1985  | Pesch bei Münstereifel      | Épouse de Otto Pankok. Le couple a caché dans sa maison le peintre Matthias Barz et son épouse juive Hilde Stein. | 2013  |
| Erika Patzschke                       |                    |                   |                             | | 1976  |
| Herbert Patzschke                     |                    |                   |                             | Époux de Erika Patzschke. | 1976  |
| Hedwig Pauli                          | 4 mars 1891        | 28 janvier 1980   |                             | sœur de Anne Dudacy | 1996  |
| Olga Paulo                            |                    |                   |                             | | 1994  |
| Vinzenz Paulo                         |                    |                   |                             | Époux de Olga Paulo. | 1994  |
| Felicia Pauselius                     |                    |                   |                             | | 2001  |
| Hubert Pentrop                        |                    |                   |                             | | 1965  |
| Rolf Peschel                          |                    |                   |                             | | 1997  |
| Ernst Pfau                            |                    |                   |                             | | 1975  |
| Stephan Hubertus Pfürtner             |                    |                   |                             | | 2006  |
| Helene Pissarius                      |                    |                   |                             | | 2010  |
| Paul Pissarius                        |                    |                   |                             | Époux de Helene Pissarius | 2010  |
| Karl Plagge                           | 10 juillet 1897    | 19 juin 1957      | Vilnius                     | | 2004  |
| Dorothee Poelchau                     |                    |                   |                             | | 1971  |
| Harald Poelchau                       |                    |                   |                             | Époux de Dorothee Poelchau. | 1971  |
| Agneta Pohl                           |                    |                   |                             | | 1994  |
| Angela Pohl                           |                    |                   |                             | | 1994  |
| Lili Pollatz                          |                    |                   |                             | | 2013  |
| Manfred Pollatz                       |                    |                   |                             | | 2013  |
| Hedwig Porschutz                      |                    |                   |                             | fille de Hedwig Voelker. | 2012  |
| Christian Pütz                        |                    |                   |                             | | 1985  |
| Christine Pütz                        |                    |                   |                             | Épouse de Christian Pütz. | 2004  |
| Erna Raack (Scharf)                   |                    |                   |                             | fille de Ida und Ernst Scharf. | 2012  |
| Gerhard Radke                         | 18 février 1914    | 24 juillet 1999   | Belgrade                    | Radke a été posté comme soldat près de Belgrade. Dans la maison où il était logé, vivait également une famille juive fugitive de Belgrade.Avant son transfert vers le front russe, il les a aidé à passer en Palestine, en fournissant des laissez-passer et en les exfiltrant avec un véhicule militaire. | 1977  |
| Gerd Ramm                             | 14 septembre 1906  | 27 avril 1968     |                             | Gerd Ramm a acquis dans les années 1930 plusieurs entreprises à Berlin et en Allemagne du nord. Dans ses ateliers, il a employé de nombreux travailleurs juifs. Toutefois il était un farouche adversaire du nazisme. Il a averti ses travailleurs des rafles et leur a offert des cachettes. Il a utilisé une partie de ses actifs pour payer de nombreux faux papiers de mauvaise qualité. Pour 6000 RM, il a acquis auprès d'un greffier corrompu des cartes d'identité pour Heinz Jacobius et Konrad Friedlander. Heinz Jacobius a en effet été arrêté à la fin de 1944 et envoyé au ghetto de Theresienstadt mais a survécu. Les autres hommes sont restés cachés à Berlin. Gerd Ramm a sauvé au moins la vie de dix personnes. | 2009  |
| Erwin Ratz                            |                    |                   |                             | | 2014  |
| Lonny Ratz (Ribbentrop)               |                    |                   |                             | | 2014  |
| Alois Rauch                           |                    |                   |                             | | 2013  |
| Maria Rauch                           |                    |                   |                             | | 2013  |
| Charlotte Rebhun                      |                    |                   |                             | | 1997  |
| Eberhard Rebling                      | 4 décembre 1911    | 2 août 2008       |                             | | 2007  |
| Friedrich Reck-Malleczewen            | 11 août 1884       | février 1945      | Bavière                     | Époux de Irmgard Reck-Malleczewen; A joué un rôle dans le sauvetage de Max Bachmann, Albertine Herda (née Gimpel) et Richard Marx. | 2014  |
| Irmgard Reck-Malleczewen              | 1912               | 1999              | Bavière                     | Épouse de Friedrich Reck-Malleczewen; A joué un rôle dans le sauvetage de Max Bachmann, Albertine Herda (née Gimpel) et Richard Marx. | 2014  |
| Gisela Reissenberger                  |                    |                   |                             | | 1987  |
| Paul Rentsch                          | 29 septembre 1898  | 8 mai 1944        |                             | | 2005  |
| Herbert Richter                       | 5 août 1901        | 8 mai 1944        |                             | | 2005  |
| Emma Richter                          | 20 avril 1891      |                   | Berlin                      | En novembre 1938 la juive Sawady a vécu avec elle pendant qu'elle était forcée à accomplir les travaux forcés. Sawady a été arrêté mais a réussi à s'échapper pendant le transport vers Auschwitz et se cacher avec Richter, d'abord dans l'appartement puis dans une résidence d'été en dehors de Berlin en raison des frappes aériennes. Richter a visité Sawady tous les jours en lui apportant de la nourriture, ils ont également envoyé des colis aux parents Sawady | 1964  |
| Walter Riecke                         |                    |                   |                             | | 1971  |
| Grete Rönnfeldt                       | 6 novembre 1901    | 1981              | Neuenhagen bei Berlin       | rete Rönnfeldt a adopté en 1943 un jeune juif , dont la nounou avait été dans sa famille , alors qu'il était menacé d'expulsion . Il est resté avec elle jusqu'à la fin de la Seconde Guerre mondiale . | 2003  |
| Ida Röscher                           |                    |                   |                             | | 2004  |
| Selma Rosemann                        |                    |                   |                             | | 2001  |
| Paula Rosen                           |                    |                   |                             | | 2012  |
| Emma Rosenthal                        |                    |                   |                             | | 2013  |
| Alfred Rossner                        |                    |                   |                             | | 1995  |
| Else Rouge                            |                    |                   |                             | | 1978  |
| Walter Rozenkranz                     |                    |                   |                             | | 1975  |
| Eduard Rügemer                        | 1883               | 1955              | Tarnopol                    | Rugemer a aidé Irene Gut pour cacher douze Juifs qui ont survécu à Tarnopol grâce à cela , parmi eux Roman Haller . | 2012  |
| August Ruf                            |                    |                   |                             | | 2004  |
| August Sapandowski                    | 17 juin 1882       | 10 mars 1945      |                             | | 2004  |
| Artur Schade                          | ?                  |                   | Białystok                   | A caché deux fois des juifs pendant les rafles SS et les a aidé à fuir le Ghetto de Białystok pour rejoindre le mouvement clandestin juif. A soutenu les partisans juifs avec de la nourriture, des médicaments, des papiers, des armes. | 1995  |
| Hildegard Schaeder                    | 13 avril 1902      | 11 avril 1984     | Berlin-Dahlem               | A fourni de la nourriture aux prisionniers. le 14 septembre 1943 a été arrêté et a passé le temps jusqu'à la fin de la guerre en grande partie dans le camp de Ravensbrück | 2000  |
| Anni Schallenberg                     |                    |                   |                             | | 2007  |
| Bertram Schallenberg                  |                    |                   |                             | Époux de Anni Schallenberg. | 2007  |
| Johanna Schallschmidt                 |                    |                   |                             | | 1982  |
| Ernst Scharf                          |                    |                   |                             | | 2012  |
| Ida Scharf                            |                    |                   |                             | | 2012  |
| Heinz Scheidling                      |                    |                   |                             | | 1990  |
| Elisabeth Schiemann                   |                    |                   |                             | | 2014  |
| Helene von Schell                     |                    |                   |                             | | 2000  |
| Gisela Scherer                        |                    |                   |                             | | 1971  |
| Josy Scherer-Hoffmann                 |                    |                   |                             | | 1971  |
| Emilie Schindler                      | 22 octobre 1907    | 5 octobre 2001    |                             | Épouse de Oskar Schindler. | 1993  |
| Emma Schindler                        |                    |                   |                             | | 2013  |
| Oskar Schindler                       | 28 avril 1908      | 9 octobre 1974    |                             | | 1993  |
| Barthel Schink                        | 27 novembre 1927   | 10 novembre 1944  |                             | | 1982  |
| Elsa Schleiermacher                   |                    |                   |                             | | 1985  |
| Walter Schleiermacher                 |                    |                   |                             | Époux de Elsa Schleiermacher. | 1985  |
| Meta Schmitt                          |                    |                   |                             | | 1979  |
| Änne Schmitz                          | 13 décembre 1911   | 11 décembre 1999  |                             | | 2004  |
| Elisabeth Schmitz                     | 23 août 1892       | 10 septembre 1977 | Berlin                      | Ecrit en 1935 un Mémorandum sur les devoirs de l'Eglise confessante envers les protestants non-aryens, dans laquelle elle demande à l'Eglise confessante de prendre position contre les persécutions. Son alerte reste inefficace. Elle-même héberge et soutient matériellement plusieurs personnes juives. | 2011  |
| Christa Schneider                     | 5 octobre 1920     |                   |                             | | 2002  |
| Dorothea Schneider                    | 18 novembre 1889   |                   |                             | Mère de Christa Schneider. | 2002  |
| Ella Schock                           |                    |                   |                             | | 2013  |
| Emil Schock                           |                    |                   |                             | | 2013  |
| Anna Schönberner                      |                    |                   |                             | | 1997  |
| Gertrud Schönberner                   |                    |                   |                             | Mère de Anna Schönberner. | 1997  |
| Oskar Schönbrunner                    | 15 septembre 1908  | 18 novembre 2004  |                             | | 1977  |
| Maria Schönebeck                      | 1901               | 1950              | Berlin                      | Maria Schoenebeck a caché de 1943 jusqu'à la fin de la guerre, avec Emma Harndt et Ida Jauch, un présentateur et directeur juif Hans Rosenthal (de) dans un des jardins familiaux de Berlin. | 1977  |
| Karl Schörghofer Junior               | ?                  |                   | Munich                      | Est impliqué avec ses parents dans la cache de sept juifs. | 1968  |
| Karl Schörghofer Senior               | 1879               |                   | Munich                      | Administrateur du cimetière israélite de Munich. Pendant l'Holocauste, il a défendu non seulement les pierres tombales du cimetière contre la fureur destructrice des nazis, mais cachée de la Gestapo avec sa famille sept Juifs et leur a fourni le nécessaire de vie. Après 14 mois, ils ont été trahis par un informateur. Deux des juifs ont été envoyés en camp de concentration. Bien que la Gestapo ait menacé sa famille, il continua à cacher des juifs. | 1968  |
| Katharina Schörghofer                 | ?                  |                   | Munich                      | Avec son mari, a caché de la Gestapo sept Juifs et leur a fourni le nécessaire de vie. | 1968  |
| Martha Schörghofer-Schleipfer         | ?                  |                   | Miesbach                    | A caché pendant plus d'un an, jusqu'à la fin de la guerre en 1945 une femme juive. | 1968  |
| Sonja Schreiber                       |                    |                   |                             | | 2004  |
| Hedwig Schrödter                      |                    |                   |                             | | 1993  |
| Otto Schrödter                        |                    |                   |                             | Époux de Hedwig Schrödter. | 1993  |
| Gustav Schröder                       | 27 septembre 1885  | 1959              | Atlantique                  | Schröder était le capitaine du paquebot Saint-Louis. Le navire avait navigué en 1939 avec plus de 900 réfugiés juifs, de Hambourg en Amérique, mais il a été rejeté, des États-Unis et de Cuba. Il est revenu en Europe et a même envisagé d'échouer son navire au Royaume-Uni. | 1993  |
| Hanning Schröder                      | 4 juillet 1896     | 16 octobre 1987   |                             | | 1978  |
| Franz Schürholz                       |                    |                   |                             | | 1973  |
| Eduard Schulte                        | 4 janvier 1891     | 6 janvier 1966    |                             | | 1988  |
| Anni Schulz                           |                    |                   |                             | | 1988  |
| Gustav Schulz                         |                    |                   |                             | Époux de Anni Schulz. | 1988  |
| Frieda Schulze                        |                    |                   |                             | | 1978  |
| Käthe Schwarz                         |                    |                   |                             | | 1971  |
| Wolfgang Schwarz                      |                    |                   |                             | | 1984  |
| Maria Schwelien                       |                    |                   |                             | | 1985  |
| Gerhard Schwersensky                  |                    |                   |                             | | 1985  |
| Ilse Schwersensky                     |                    |                   |                             | Épouse de Gerhard Schwersensky. | 1985  |
| Konrad Schweser                       |                    |                   |                             | | 1968  |
| Herta Seebaß                          |                    |                   |                             | | 2004  |
| Julius Seebaß                         |                    |                   |                             | Époux de Renata Seebaß et père de leurs enfants Ricarda et Renata Seebass. | 2004  |
| Renata Seebaß                         |                    |                   |                             | | 2004  |
| Ricarda Seebaß                        |                    |                   |                             | | 2004  |
| Esther-Maria Seidel                   |                    |                   |                             | | 1982  |
| Hans Seidel                           |                    |                   |                             | Époux de Esther-Maria Seidel. | 1982  |
| Maria Seitz                           |                    |                   |                             | | 1987  |
| Wilhelm Seitz                         |                    |                   |                             | Époux de Maria Seitz. | 1987  |
| Kurt Seligmann                        |                    |                   |                             | | 2006  |
| Annemarie Sell                        |                    |                   |                             | | 1981  |
| Helmuth Sell                          |                    |                   |                             | Époux de Annemarie Sell. | 1981  |
| Bernhard Sickmann                     |                    |                   |                             | | 2014  |
| Gertie Siemsen                        |                    |                   |                             | | 2002  |
| Heinrich Silkenböhmer                 |                    |                   |                             | | 1965  |
| Ellen Christel Simons                 |                    |                   |                             | | 1988  |
| Erna Simons                           |                    |                   |                             | Mère de Ellen Christel Simons. | 1988  |
| Margarete Sommer                      | 21 juillet 1893    | 30 juin 1965      | Berlin                      | | 2003  |
| Walter Sonntag                        |                    |                   |                             | | 2003  |
| Hannah Sotschek                       |                    |                   |                             | Mère de Eva Cassirer. | 2011  |
| Senta Specht                          |                    |                   |                             | | 1997  |
| Else Spisky                           |                    |                   |                             | | 1990  |
| Wilhelm Spisky                        |                    |                   |                             | Époux de Else Spisky. | 1990  |
| Otto M. Springer                      |                    |                   |                             | | 1986  |
| Vojislav Stefanovic                   |                    |                   |                             | | 1979  |
| Stefan Steinbacher                    |                    |                   |                             | Sohn von Therese. | 2013  |
| Therese Steinbacher                   |                    |                   |                             | | 2013  |
| Karl Steineke                         |                    |                   |                             | | 2014  |
| Gertrud Steinl                        |                    |                   |                             | | 1979  |
| Elfriede Stichnoth                    |                    |                   |                             | | 1985  |
| Elisabeth Stippler                    |                    |                   |                             | | 1984  |
| Karl Stippler                         |                    |                   |                             | Époux de Elisabeth Stippler. | 1984  |
| Annemarie Stockmann                   |                    |                   |                             | | 2010  |
| Karl Stockmann                        |                    |                   |                             | avec Annemarie (Dietrichs) et sa fille Margret Verhaak. | 2010  |
| Hans Stockmar                         |                    |                   |                             | | 2001  |
| Eugen Stöffler                        |                    |                   |                             | Époux de Johanna Stöffler, fille de Ruth Stöffler. | 1998  |
| Johanna Stöffler                      |                    |                   |                             | | 1998  |
| Ruth Stöffler                         |                    |                   |                             | | 1998  |
| Eva Stoll                             |                    |                   |                             | | 1980  |
| Walter Stoll                          |                    |                   |                             | Époux de Eva Stoll. | 1980  |
| Fritz Strassmann                      |                    |                   |                             | | 1985  |
| Friedrich Strindberg                  |                    |                   |                             | | 2001  |
| Utje Strindberg                       |                    |                   |                             | Épouse de Friedrich Strindberg. | 2001  |
| Grete Ströter                         |                    |                   |                             | | 2004  |
| Bernhard Südfeld                      |                    |                   |                             | | 1965  |
| Hans Sürkel                           |                    |                   |                             | | 1980  |
| Werner Sylten                         |                    |                   |                             | | 1979  |
| Horst Symanowski                      |                    |                   |                             | | 2002  |
| Isolde Symanowski                     |                    |                   |                             | Épouse de Horst Symanowski. | 2002  |
| Anna Tervoort                         |                    |                   |                             | | 1997  |
| Frieda Szturmann                      |                    |                   |                             | | 2013  |
| Luise Teske                           |                    |                   |                             | | 2009  |
| Wilhelm Teske                         |                    |                   |                             | Époux de Luise Teske. | 2009  |
| Edwin Tietjens                        |                    |                   |                             | | 1997  |
| Gina Tietjens                         |                    |                   |                             | | 1997  |
| Albrecht Tietze                       |                    |                   |                             | Époux de Gina Tietjens. | 1970  |
| Ilse Sonja Totzke                     | 4 août 1913        | 23 mars 1987      |                             | | 1995  |
| Ilse Sonja Totzke                     |                    |                   |                             | | 1995  |
| Ernst Treptow                         |                    |                   |                             | | 1988  |
| Maria Treptow                         |                    |                   |                             | Épouse de Ernst Treptow. | 1988  |
| Joseph Tudyka                         |                    |                   |                             | | 2006  |
| Georg Ufer                            |                    |                   |                             | | 1980  |
| Margaret Verhaak                      |                    |                   |                             | fille de Karl und Annemarie Stockmann (Dietrich) | 2010  |
| Hedwig Voelker (Porschutz) (Kaschube) |                    |                   |                             | | 2012  |
| Herbert Vogt                          |                    |                   |                             | | 1979  |
| Emma Waldhelm                         |                    |                   |                             | Épouse de Fritz Waldhelm, fille de Ilse Waldhelm. | 2002  |
| Fritz Waldhelm                        |                    |                   |                             | | 2002  |
| Ilse Waldhelm                         |                    |                   |                             | | 2002  |
| Hans Walz                             |                    |                   |                             | | 2002  |
| Ludwig Walz                           |                    |                   |                             | | 1974  |
| Gerhard Wander (Dr)                   |                    |                   |                             | | 1975  |
| Hanne Webber                          |                    |                   |                             | Fille de Meyer, Josef & Elfriede | 1965  |
| Herta Webber                          |                    |                   |                             | Fille de Meyer, Josef & Elfriede | 1965  |
| Elisabeth Weeg                        |                    |                   |                             | | 1990  |
| Ludwig Weeg                           |                    |                   |                             | Époux de Elisabeth Weeg. | 1990  |
| Armin T. Wegner                       | 16 octobre 1886    | 17 mai 1978       |                             | Armin Wegner a protesté en avril 1933 avec une lettre ouverte à Adolf Hitler contre la persécution juive . La lettre a été publiée par un journal , après quoi Wegner a été envoyé directement à la Maison brune. Peu de temps après , il a été arrêté, torturé et détenu pendant plusieurs mois à cause de cela. | 1967  |
| Otto Weidt                            | 2 mai 1883         | 22 décembre 1947  |                             | Il a caché la famille Corne neuf mois, dans une arrière-salle de son atelier.Peu de temps avant la fin de la guerre, il est allé à Auschwitz, a aidé sa petite amie Alice Licht pour échapper d'un camp satellite de Gross-Rosen et la cacha dans une chambre qu'il avait loué. | 1971  |
| Eugen Weiler                          |                    |                   |                             | | 2004  |
| Agnes Wendland                        |                    |                   |                             | | 1975  |
| Ruth Wendland                         |                    |                   |                             | fille de Agnes Wendland. | 1975  |
| Paula Wendt                           |                    |                   |                             | | 2004  |
| Franz Weschenfelder                   |                    |                   |                             | | 1976  |
| Helen Weschenfelder                   |                    |                   |                             | Épouse de Franz Weschenfelder. | 1976  |
| Adolf Wiegel                          |                    |                   |                             | | 2005  |
| Frieda Wiegel                         |                    |                   |                             | Épouse de Adolf Wiegel. | 2005  |
| Irmgard Wieth                         |                    |                   |                             | | 1968  |
| Frida Winkler                         | 21 mai 1909        | 13 mars 1988      |                             | | 1982  |
| Hans Winkler                          | 18 avril 1906      | 18 novembre 1987  |                             | Époux de Frida Winkler. | 1982  |
| Trude Wisten                          |                    |                   |                             | | 1994  |
| P. Witkowski                          |                    |                   |                             | | 1979  |
| Susanne Witte                         |                    |                   |                             | | 1998  |
| Alfred Wohlgemuth                     |                    |                   |                             | | 2013  |
| Ludwig Wörl                           | 28 février 1906    | 27 août 1967      |                             | | 1963  |
| Alexander Wolf                        |                    |                   |                             | | 1996  |
| Elena Wolf                            |                    |                   |                             | Épouse de Alexander Wolf. | 1996  |
| Elisabeth Wust                        | 1er novembre 1913  | 31 mars 2006      |                             | | 1995  |
| Karl Zacherl                          |                    |                   |                             | | 1980  |
| Walburga Zacherl                      |                    |                   |                             | Épouse de Karl Zacherl. | 1980  |
| Joachim von Zedtwitz                  | 11 juin 1910       | 10 octobre 2001   |                             | | 1994  |
| Erika Zeise                           |                    |                   |                             | | 2006  |
| Ludwig Zeise                          |                    |                   |                             | Époux de Erika Zeise. | 2006  |
| Elsbeth Zeller                        |                    |                   |                             | | 2007  |
| Hermann Zeller                        |                    |                   |                             | Époux de Elsbeth Zeller. | 2007  |
| Gustav Zenker                         | 5 mai 1905         | 1998              | Mülheim an der Ruhr         | | 2004  |
| Mathilde Zenker                       |                    |                   | Mülheim am der Ruhr         | geb. Schäfer, Épouse de Gustav Zenker | 2004  |
| Konrat Ziegler                        | 12 janvier 1884    | 8 janvier 1974    | Berlin, Osterode am Harz    | Ziegler a aidé un ami juif a émigrer et a été comdamné à la prison. Il a caché d'anciens collègues juifs Kurt Latte à Osterode. | 2000  |
| Ruth Zielinski                        |                    |                   |                             | | 1991  |
| Berta Zimmermann                      | 27 septembre 1902  | 14 novembre 1937  |                             | | 2013  |
| Dorothea Zimmermann                   |                    |                   |                             | Épouse de Georg Möhring | 2011  |
| Rudolf Zogelmann                      |                    |                   |                             | | 2002  |
| Agnes Zubeil                          |                    |                   |                             | | 1976  |
| Gustav Zubeil                         |                    |                   |                             | Époux de Agnes Zubeil. | 1976  |